# Euphorbia arbuscula
Euphorbia arbuscula es una especie de fanerógama perteneciente a la familia  de las euforbiáceas. 

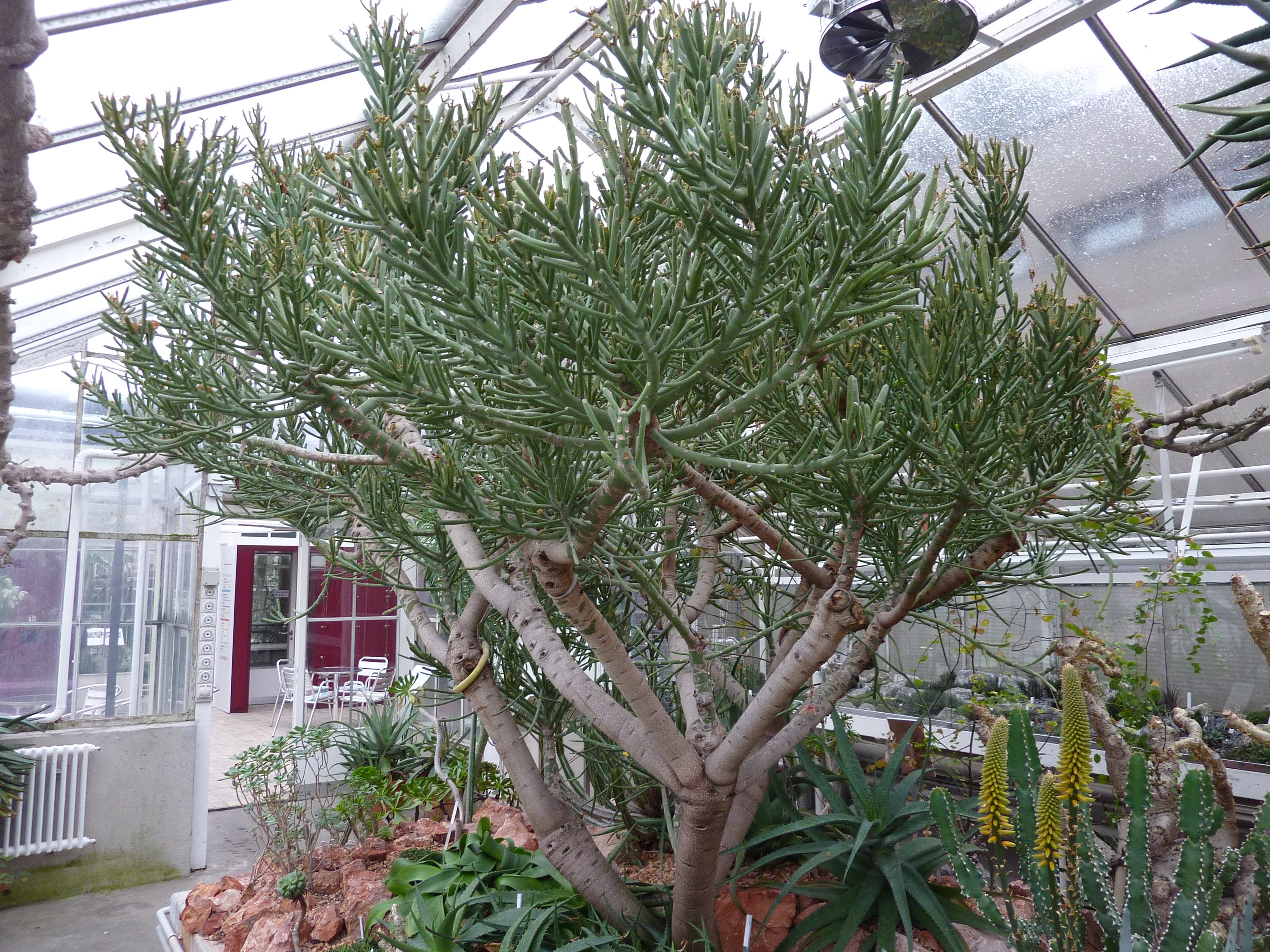
Vista del pequeño árbol

## Descripción
Generalizadas y abundantes, es un elemento esencial de la estación seca de forraje. Si el número de animales aumentan en gran medida, o una sucesión de años de sequía se producen, podría convertirse rápidamente en peligro en algunas zonas. La pequeña población en Abd al Kuri y Samhah son particularmente vulnerables.

## Hábitat y distribución
Es endémica de Socotra. Su hábitat natural son los secos matorrales y bosques tropicales y subtropicales. 

## Taxonomía
Euphorbia arbuscula fue descrita por Isaac Bayley Balfour y publicado en Proceedings of the Royal Society of Edinburgh 12: 93. 1884.
Etimología
Euphorbia: nombre genérico que deriva del médico griego del rey Juba II de Mauritania (52 a 50 a. C. - 23), Euphorbus, en su honor – o en alusión a su gran vientre –  ya que usaba médicamente Euphorbia resinifera. En 1753 Carlos Linneo asignó el nombre a todo el género.
arbuscula: epíteto latino que significa "árbol enano".
Sinonimia
- Tirucallia arbuscula (Balf.f.) P.V.Heath[4][5]